# ۴۲۰ (میلادی)
۴۲۰ (میلادی) چهارصد و بیستمین سال تقویم میلادی است.

## رویدادها
- آغاز پادشاهی بهرام گور در ایران‌شهر.

## زادگان
- آنتمیوس، امپراتور روم غربی (تاریخ احتمالی)
- ماژوریان، امپراتور روم غربی (تاریخ احتمالی)

## درگذشتگان
- یزدگرد یکم، شاهنشاه ساسانی (تاریخ احتمالی)

‎